# Emma de Ghazaravan
Emma de Ghazaravan (en arménien : Էմման Ղազարավանից (Emma Ghazaravanits)), née en Abkhazie en 1960, aussi connue comme Elizabeth de Ghazaravan, est une moniale et higoumène arménienne. Elle est responsable du monastère de saint Lazare, à Ghazaravan.
Depuis septembre 2022, elle est la mère supérieure de l'ensemble des moniales de l'Église apostolique arménienne.

## Biographie
Elle naît en Abkhazie en 1960 avec comme prénom de naissance « Elizabeth ». Elle nage et court beaucoup avant de rejoindre les ordres. Elle rejoint la vie monastique à l'âge de 41 ans, en 2001. 
Plus tard, avec d'autres moniales, elle fonde le monastère de saint Lazare, à Ghazaravan, ville éponyme. Il s'agit du seul monastère en activité en Arménie post-communiste. En septembre 2022, elle est intronisée comme mère supérieure de l'ensemble des moniales de l'Église apostolique arménienne lors d'une cérémonie se déroulant à la cathédrale Sainte-Etchmiadzin,,.